# Cantherhines sandwichiensis
Cantherhines sandwichiensis es una especie de peces de la familia Monacanthidae en el orden de los Tetraodontiformes.

## Morfología
Los machos pueden llegar alcanzar los 19,3 cm de longitud total.

## Alimentación
Come algas, detritus, tunicas, corales,  esponjas de mar y otros organismos  bentónicos.

## Hábitat
Es un pez de mar de clima tropical y asociado a los  arrecifes de coral que vive entre 2-73 m de profundidad.

## Distribución geográfica
Se encuentra en las Hawái.

## Observaciones
Es inofensivo para los humanos.